# Johann Liebenberger
Johann Liebenberger (27 ottobre 1930 – 17 febbraio 2002) è stato un pallanuotista austriaco.
È stato un membro dell'Austria, che ha disputato il torneo di pallanuoto ai Giochi di Helsinki 1952.